# Bruckner-Tower

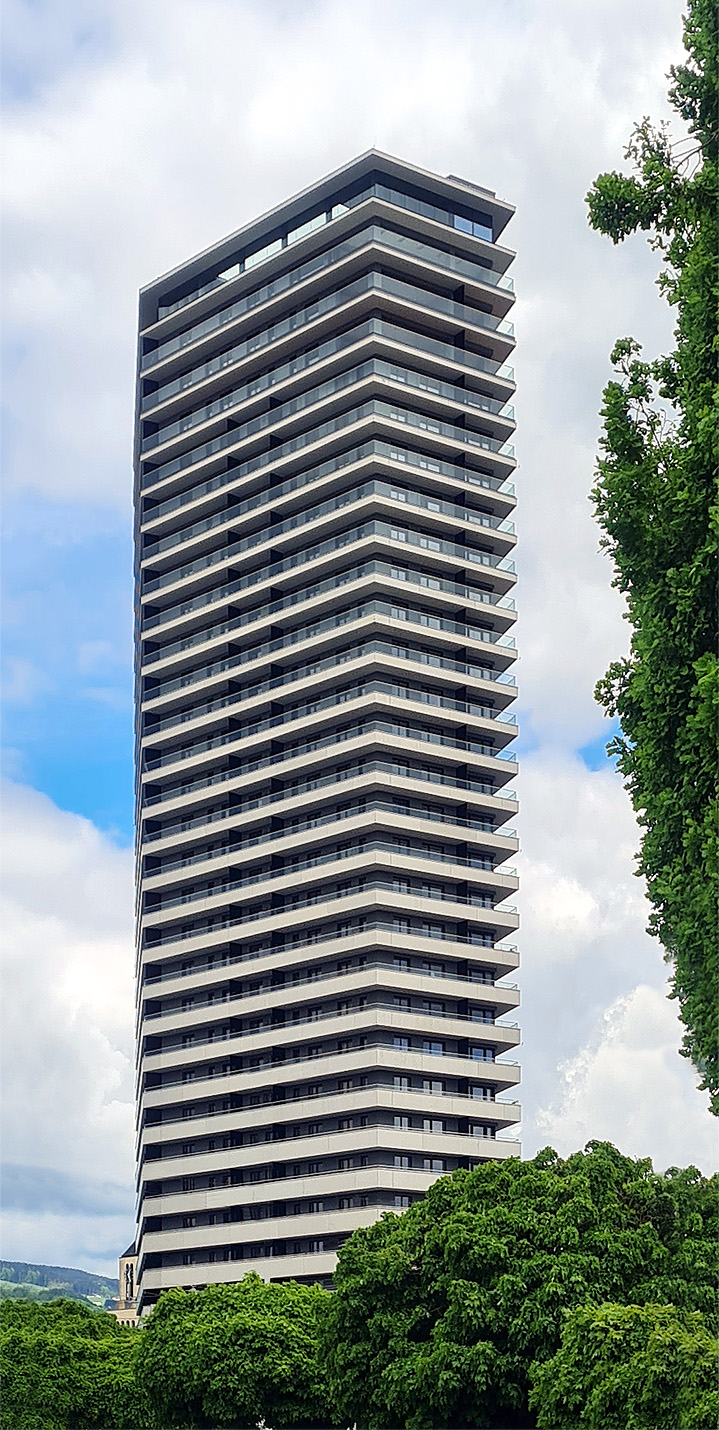
Bruckner-Tower, Mai 2021

Der Bruckner-Tower ist ein Wohnturm in Linz, Oberösterreich. Er ist mit einer Höhe von knapp 99 m das nach dem Neuen Dom zweithöchste Gebäude der Stadt. Außerdem ist der Bruckner Tower mit Stand 2021 das höchste Hochhaus Österreichs außerhalb von Wien. Die Fertigstellung erfolgte 2021. Das vor allem für Eigentumswohnungen sowie eine internationale Schule genutzte Hochhaus entstand auf dem ehemaligen Standort der Anton Bruckner Privatuniversität in der Wildbergstraße im Stadtteil Linz-Urfahr.
Ursprünglich waren zwei Türme mit 93 m Höhe geplant, der Gestaltungsbeirat der Stadt Linz lehnte dieses Projekt jedoch im November 2015 ab. Die Architekten AllesWirdGut und Hertl Architekten gewannen einen Wettbewerb; der Baustart erfolgte im Sommer 2018. Das Haus wurde in Niedrigenergiebauweise errichtet. Das Hochhaus verfügt über 31 Geschoße über der Erde und 5 unterirdische Etagen.